# Municipio de Washington (condado de Snyder)
El municipio de Washington (en inglés: Washington Township) es un municipio ubicado en el condado de Snyder en el estado estadounidense de Pensilvania. En el año 2000 tenía una población de 1.532 habitantes y una densidad poblacional de 24 personas por km².

## Geografía
El municipio de Washington se encuentra ubicado en las coordenadas 40°44′00″N 76°57′59″O / 40.73333, -76.96639.

## Demografía
Según la Oficina del Censo en 2000 los ingresos medios por hogar en la localidad eran de $39,091 y los ingresos medios por familia eran $41,765. Los hombres tenían unos ingresos medios de $31,279 frente a los $21,000 para las mujeres. La renta per cápita para la localidad era de $16,766. Alrededor del 11,8% de la población estaban por debajo del umbral de pobreza.